# Gheorghe Doja (Ialomița megye)
Gheorghe Doja község és falu Ialomița megyében, Munténiában, Romániában.

## Fekvése
A megye középső részén található, a megyeszékhelytől, Sloboziatól, húsz kilométerre nyugatra, a Ialomița folyó bal partján, a Fundata tó partján.

## Lakossága
| Nemzetiségek | 2002 | 2002    |
| ------------ | ---- | ------- |
| Románok      | 2854 | 100,00% |
| Összesen     | 2854 | 100,0%  |